# أيدان بارلو
أيدان بارلو (بالإنجليزية: Aidan Barlow) هو لاعب كرة قدم بريطاني، ولد في 10 يناير 2000 في سالفورد في المملكة المتحدة. لعب مع مانشستر يونايتد.

## وصلات خارجية
- أيدان بارلو على موقع قاعدة بيانات كرة القدم.إي يو (الإنجليزية)
- أيدان بارلو على موقع Soccerbase.com (لاعب) (الإنجليزية)
- أيدان بارلو على موقع Soccerway.com (الإنجليزية)